# Rickrolling
Rickrolling, още rick-rolling или rickroll, е интернет мем от 2007 – 2008 година.
Потребител изпраща на пръв поглед нормална хипервръзка на друг потребител и го подмамва да я отвори. Вместо към очакваното съдържание обаче тя води към музикалния клип на песента Never Gonna Give You Up на Рик Астли.